# Новая Семеновка
Новая Семеновка (укр. Нова Семенівка) — село в Лозовском районе Харьковской области Украины (Красненский сельский совет). До 19 июля 2020 года входило в состав Первомайского района.
Код КОАТУУ — 6324584709. Население по переписи 2001 года составляет 5 (3/2 м/ж) человек.

## Географическое положение
Село Новая Семеновка находится на берегу реки Орель, недалеко от её истоков, ниже по течению на расстоянии в 1,5 км расположено село Марьевка. На расстоянии в 2,5 км расположено село Семеновка

## История
- 1930 — дата основания.

## Экономика
- Молочно-товарная ферма.
- Садовое товарищество «ОРЕЛЬ».